# Ponte della Venturina
Ponte della Venturina è una frazione di 1 450 abitanti del comune di Alto Reno Terme, nella città metropolitana di Bologna.
Posta sull'Appennino tosco-emiliano a 394 metri d'altezza, fino al 2015 faceva parte del comune di Granaglione, di cui era la frazione più popolosa oltre che sede delle maggiori attività produttive e commerciali.

## Geografia fisica
Ponte della Venturina sorge appena a valle della confluenza del torrente Limentra di Sambuca col fiume Reno, nella cui prossimità si trova una piccola area verde attrezzata, localmente nota come "Il Parco". Il ponte che attraversa il Reno costituisce il confine con la regione Toscana.
L'abitato si sviluppa all'incrocio fra la strada statale 64 Porrettana, che lo attraversa completamente, e la strada statale 632 Traversa di Pracchia, formando un unico agglomerato urbano sia con Porretta Terme, sia con Pavana, frazione del comune di Sambuca Pistoiese, sia con un'altra frazione del comune di Alto Reno Terme, detta Borgo Capanne, posta a una quota altimetrica superiore. A partire dagli anni ottanta del XX secolo si è sviluppata una piccola zona industriale e commerciale, che vede oggi insediate circa 30 aziende e dà lavoro a molti abitanti della vallata. Gran parte delle attività economiche del paese gravitano comunque sull'adiacente (3 km) Porretta Terme.

## Monumenti e luoghi d'interesse

### Chiesa di Santa Maria Assunta
L'edificio religioso principale della frazione è la chiesa di Santa Maria Assunta, costruita nel corso degli anni cinquanta del Novecento su un terreno messo a disposizione da due abitanti, Pietro Vivarelli e Giovanni Mattioli. La chiesa è stata consacrata il 31 dicembre 1959. L'edificio, di semplice fattura, possiede una facciata a capanna con rosone centrale e due monofore laterali, preceduta da un sagrato a gradinate in lastre di porfido. L'interno presenta rivestimenti in laterizio faccia a vista. Due lapidi, datate 15 agosto 1961 e 31 dicembre 1975, ricordano rispettivamente la morte di Giovanni Mattioli e il venticinquesimo anniversario della chiesa in occasione dell'Anno Santo.

## Infrastrutture e trasporti

### Strade
Ponte della Venturina è raggiungibile attraverso due importanti vie di comunicazione:
- La Strada statale 64 Porrettana, che collega Pistoia con Bologna
- La ex Strada statale 632 Traversa di Pracchia, che la collega con Pracchia

### Ferrovie
Il territorio di Ponte della Venturina è attraversato dalla linea ferroviaria Pistoia-Bologna, sulla quale è presente l'omonima stazione.